# Свінціцький Валентин Францович
Свінціцький Валентин Францович (11 грудня 1931, селище Понінка, Полонський район, Хмельницька обл.) – винахідник, Заслужений раціоналізатор Української РСР, Почесний громадянин м. Полонного.

## Біографія
Дитячі роки припали на період Великої Вітчизняної війни, на якій загинув батько.
У 1946 році вступив у Понінківське ремісниче училище, після закінчення якого став працювати на паперовій фабриці слюсарем.
Після служби в армії влаштувався слюсарем на Буртинському заводі вогнетривів за професією слюсар вищого розряду. Отримав запрошення працювати на целюлозному заводі м. Ізмаїла. Там Валентин Францович вніс першу раціоналізаторську пропозицію.
Через рік працював бригадиром бригади з впровадження нової техніки на Полонському фарфоровому заводі. Вніс багато раціоналізаторських пропозицій: було створено та переобладнано багато діючих агрегатів, верстатів-напівавтоматів  для формування та лиття фарфорових виробів: чайників, цукорниць, блюдець та інших плоских виробів. У 1985 році на заводі організували спеціалізовану дільницю механізації та автоматизації, яку він очолив разом із заслуженим раціоналізатором УРСР М. П. Глівінським. Одне з перших досягнень  дільниці - виготовлення і впровадження до виробництва чотиришпіндельного формувально-сушильного агрегата з одночасним формуванням чотирьох виробів, продуктивністю 7,5 тисяч штук виробів за зміну.
Валентин Францович був обраний учасником науково-технічної організації легкої промисловості України, членом обласної ради всесоюзного товариства винахідників та раціоналізаторів.
Останню свою розробку – глазурувальну машину зробив наприкінці 1999 р. Усього збереглося 42 посвідчення на раціоналізаторські пропозиції, видані відповідно до Положення, затвердженого Постановою Ради Міністрів СРСР від 21 серпня 1973 року.

## Нагороди
Має почесне звання «Заслуженого раціоналізатора Української РСР» (1976), багаторазово був занесений на дошку пошани заводу. Нагороджений шістьома медалями, двома нагрудними значками переможця республіканських соціалістичних змагань, одного – ударника дев’ятої п’ятирічки, підписаного колегією Міністерства легкої промисловості і Президії РК профспілки, двома значками відмінника винахідництва і раціоналізації, 27 Почесними грамотами. З 2012 р. Валентин Францович Почесний громадянин м. Полонного. В 2013 р. нагороджений нагрудним знаком «90 років Полонському району».